# Masaki Iimuro
Masaki Iimuro (ur. 28 lutego 1978) – japoński zapaśnik w stylu klasycznym. Sześciokrotny uczestnik mistrzostw świata, szesnasty w 2005. Brązowy medalista igrzysk azjatyckich w 2006; szósty w 2002. Zdobył dwa medale mistrzostw Azji, srebrny w 2005 i brązowy w 2008 roku.